# Jorge del Palatinado-Simmern-Sponheim
Jorge del Palatinado-Simmern-Sponheim (en alemán: Georg von Simmern; 20 de febrero de 1518 - Simmern, 17 de mayo de 1569) de la Casa de Wittelsbach (línea Palatinado-Simmern-Sponheim), era Conde palatino desde 1559 hasta 1569, duque del Palatinado-Simmern.

## Primeros años de vida
Jorge era hijo del duque Juan II del Palatinado-Zimmern (1492-1557) y su esposa, la margrave Beatriz de Baden (1492-1535), hija del margrave Cristóbal I de Baden (1453-1527) y Otilia de Katzenelnbogen (1451-1517). Era el hermano menor del elector Federico III del Palatinado (1515-1576).
En 1528 estuvo junto a sus hermanos Federico III y Ricardo se matriculó en la Universidad Vieja de Colonia (Universitas Studii Coloniensis). A los ocho años recibió sus primeros territorios, a los que renunció en 1539 porque se convirtió a la fe evangélica.

## Vida pública
El 9 de enero de 1541, Jorge contrajo matrimino con Isabel de Hesse (4 de marzo de 1503, Marburgo-5 de enero de 1563, Lauingen), viuda del Conde Palatino y Duque Luis II del Zweibruecken y Weldenz (1502-1532), hija de Landgrave Guillermo I de Hesse (1466-1515) y Ana de Braunschweig-Wolfenbüttel (1460-1520). Que era 16 años mayor que Jorge y tuvieron un hijo:
- Juan de Simmern (7 de octubre de 1541-28 de enero de 1562, enterrado en Mainz), sin descendencia.

Durante un tiempo, Jorge vivió con su familia en el palacio Birkenfeld. Se alistó en el ejército del rey Felipe I de España. En 1559, Jorge sucedió a su hermano como duque de Zimmern.
Probablemente alrededor de 1560, Jorge contrajo matrimonio morganático con Elizabeth Haiger (se convirtió en una mujer noble como Elizabeth von Rosenfeld). Con ella tuvo dos hijos, Adam (muerto en 1598) y Jorge (muerto en 1598), que fueron reconocidos como legítimos en Viena el 21 de diciembre de 1566, y fueron elevados por el emperador a la categoría de nobles con el nombre de Señores de Rauenschpurg (Herren von Ravensburg). 
Jorge murió el 17 de mayo de 1569 a la edad de 51 años en Simmern, donde fue enterrado en la tumba familiar en la iglesia de San Esteban".